# The Devil Inside (película)
The Devil Inside (Con el diablo adentro en Hispanoamérica y Devil Inside en Argentina y España) es un film de horror sobrenatural dirigido por William Brent Bell, y escrito por Bell y Matthew Peterman. Es un film del tipo falso documental que trata sobre una mujer que se envuelve en una serie de exorcismos mientras investiga lo que le sucedió a su madre, una mujer que cometió un triple asesinato como resultado del comienzo de una posesión demoníaca. Fue producida por Peterman, Morris Paulson, y estrenada el 6 de enero de 2012.

## Sinopsis
Basada en los eventos de la vida "real" de Maria Rossi y su hija Isabella Rossi. El 30 de octubre de 1989, Maria Rossi (Suzan Crowley) cometió un triple homicidio durante el exorcismo que se le estaba aplicando. La Iglesia Católica se vio envuelta, y ella terminó internada en un hospital psiquiátrico católico en la ciudad de Roma. La cinta muestra las historias de la noticia que habla sobre los tres miembros del clérigo que fueron asesinados. 
Veinte años después Isabella (Fernanda Andrade) comienza a filmar un documental sobre exorcismos, para investigar más acerca de lo sucedido con su madre, para esto visita una escuela en Roma; ahí conoce a dos sacerdotes Ben (Simon Quarterman) y David (Evan Helmuth). Ellos conducen a Isabella a un exorcismo que será aplicado a Rosalita (Bonnie Morgan), para esto llevan el equipo médico necesario para determinar si es una posesión demoníaca o una enfermedad mental. Rosalita ataca al grupo luego de mencionar palabras obscenas en diferentes lenguajes y acentos; ella llama a Isabella por su nombre y eventualmente se calma.
Cuando Isabella visita a su madre en el asilo, se da cuenta de que ella también habla en diferentes acentos, y que ha escrito frases en las paredes de la habitación. Ella ha cortado cruces invertidas en sus brazos y en su labio inferior. María le dice a Isabella que asesinar a un niño es algo en contra de la voluntad de Dios, Isabella le cuenta a David y a Ben que hace algunos años se realizó un aborto, pero que su madre no sabía nada sobre ello -esto es otro signo que muestra una posible posesión.- El equipo se prepara para realizarle a Maria un exorcismo de análisis, David está preocupado por perder su trabajo, debido a que la Iglesia no autoriza los exorcismos sin pruebas innegables de que el paciente realmente los necesita. Durante el proceso, Maria dice que sabe lo que Ben hizo en el pasado, como también sabía acerca del hijo de Isabella. Ella enloquece, empuja a Ben y también golpea a David contra el suelo.
Luego de analizar los datos del vídeo y los archivos de audio los sacerdotes presentan la evidencia a la Iglesia. David muestra varios signos de estrés, y Ben reproduce una y otra vez el audio, escuchando la parte que Maria dice "se lo que hiciste". Ben encuentra que hay cuatro demonios diferentes que hablan al unísono en la cinta.
David comienza a realizar un bautismo en la iglesia, mientras Michael filma el acontecimiento; el servicio comienza sin incidentes, pero cuando David menciona algunos pasajes de la biblia comienza a forcejear sumergiendo al bebé en agua bendita, los asistentes rápidamente corren a salvar al bebé.
Ben encuentra a David en su casa, con sangre en sus antebrazos y los ojos volteados hacia la cabeza, al igual como estaba María durante el exorcismo. Llega la policía y David le arrebata el arma a un policía y la coloca en su boca, Ben le pide que la suelte, pero él comienza a llorar y a recitar el Padre Nuestro, deteniéndose a veces, debido a que olvidaba algunas palabras; luego sonríe y se dispara a sí mismo. Justo en ese momento Isabella comienza a tener convulsiones.
Ben inmediatamente se da cuenta de que Isabella está poseída. Mientras tanto en el hospital, las enfermeras corren al cuarto de emergencias y encuentran a una enfermera en el piso, mientras otras tratan de sujetar a Isabella. Ben y Michael llevan a Isabella en un auto, tratando de ayudarla aplicándole un exorcismo. Mientras Michael conduce, Isabella habla sobre el horrible acto que Ben cometió, asustándolo. Ella trata de estrangular a Michael, mientras Ben trata de separarlos, Michael pierde el control del auto, mientras Isabella sopla dentro de la boca de Michael. Éste instantáneamente muestra signos de posesión, acelera y chocan contra otro auto. La cámara se vuelve negra, y muestra el caos con escenas cortadas. Luego que comiencen los créditos, aparece un título que menciona que el caso de la familia Rossi está aún sin resolver

## Reparto
| Actor            | Personaje               |
| ---------------- | ----------------------- |
| Fernanda Andrade | Isabella Rossi          |
| Simon Quarterman | Padre Ben Rawlings      |
| Evan Helmuth     | Padre David Keane       |
| Ionut Grama      | Michael Schaefer        |
| Suzan Crowley    | Maria Rossi             |
| Bonnie Morgan    | Rosalita                |
| Brian Johnson    | Lieutenant Dreyfus      |
| Preston James    | Reportero masculino     |
| D.T. Carney      | Detective               |
| John Prosky      | Padre Christopher Aimes |

## Antecedentes a la película
La película fue filmada y rodada en el año 2010 en varios lugares y países incluyendo Bucarest (Rumania), Roma (Italia) y la Ciudad del Vaticano. La película es del género "Falso Documental" supuestamente basada en una historia real. Lorenzo di Bonaventura y Steven Schneider llevaron la película a los estudios Paramount Pictures. La compostura de la película es de bajo presupuesto y los estudios Paramount tomaron la película bajo la rama de bajo presupuesto con la esperanza de que siguiera el legado de popularidad de "Actividad paranormal".

## Recepción y críticas norteamericanas
La película no fue proyectada para los críticos y posteriormente fue criticada casi universalmente. La película recibió la letra F de CinemaScore siendo una de las candidatas a peor película del 2012, a pesar de esto la película encabezó la taquilla de Estados Unidos en sus primeros 3 días de lanzamiento después de la película protagonizada por Tom Cruise: Mission Impossible Ghost Protocol, y a muchas otras más que ya llevaban tiempo en el cine.
El resultado final de la crítica basado en 49 opiniones diferentes por Rotten Tomatoes la película actualmente tiene una aprobación de l.6% con la opinión que dice "La película con el diablo adentro es simplemente un desastre, es una película barata sin miedo y entrecortada con uno de los peores finales en la historia reciente"" Peter Howell del Toronto Star considero que la película ya es una candidata a la peor película hecha en el 2012. Stephen Witty de "The Star-Ledger""Después de la película "El proyecto de la bruja de Blair" los realizadores pensaron que con ruidos y sonidos en las películas se podía lograr algo espeluznante pero no la película "The Devil Inside" no logra ni lo mínimo para ser una buena película de terror" Michael Phillips del Chicago Tribune opinó "La película se une a una largo y mareado desfile de la cámara para encontrar imágenes que asustan entre los personajes" Michael Rechtshaffen del Hollywood Reporter dijo "La película resulta tan aterradora e inquietante como un trozo de pastel del diablo pero no es nada satisfactoria"
Además de esto la película obtuvo críticas muy pesadas del público "Es la peor película de terror en la historia del cine" David Haglund pidió una pizarra y escribió algunas opiniones una de ellas era el sitio Web que habían colocado para aprender más sobre la historia de los Rossi es un toque de marketing para que se aprovechen del público"
No obstante no todas las críticas fueron negativas. Hubo unos pulgares arriba para esta película de Hollywood Steve "Uncle Creepy" tuvo una crítica positiva diciendo "The Devil Inside es la película que se encarga de asustar y dejarte sin aliento. Es un lado a un viaje oscuro que bien vale la pena hacerlo" Joey Leydon de Variety dijo " La película genera una buena cantidad de suspenso y franjas considerables en el momento del exorcismo" Además esta película es una dura crítica a la Iglesia católica, y aunque esta no ha pronunciado nada al respecto, se pronuncia como un filme antiepiscopal que generaría en muchos este mismo pensamiento.